# Аркне
Аркне (фр. Arquenay) насеље је и општина у западној Француској у региону Лоара, у департману Мајен која припада префектури Лавал.
По подацима из 2011. године у општини је живело 637 становника, а густина насељености је износила 25,23 становника/km². Општина се простире на површини од 25,25 km². Налази се на средњој надморској висини од 80 метара (максималној 107 m, а минималној 68 m).

## Демографија
| 1962. | 1968. | 1975. | 1982. | 1990. | 1999. | 2011. |
| ----- | ----- | ----- | ----- | ----- | ----- | ----- |
| 373   | 456   | 427   | 404   | 473   | 508   | 637   |

График промене броја становника у току последњих година